# Дом ребёнка
Дом ребёнка — государственное или частное учреждение для воспитания детей-сирот до трёх лет в Российской Федерации и других государствах бывшего СССР. В дом ребёнка также принимаются дети, от которых отказались родители, в основном матери-одиночки. По возрастным особенностям дети в доме ребёнка делятся на две группы, иногда на три. В группах численность детей не превышает 15—20 чел. 
Дома ребёнка были созданы после революции и разделяются на общие и специализированные для детей с тяжёлыми заболеваниями. В специализированных домах ребёнка дети содержатся до четырёх лет, в виде исключения в домах ребёнка дети могут оставаться до пяти лет, если задержки развития, связанные с условиями воспитания, не позволяют перевести их в детский дом. Дома ребёнка также принимают по контракту с родителями детей с врождёнными заболеваниями для диагностики и лечения. Контракт заключается на определённый срок, но часто родители отказываются забрать ребёнка домой по окончании контракта.
По достижении трёхлетнего возраста воспитанники дома ребёнка переводятся в детские дома и другие учреждения социального обеспечения. Воспитанники также возвращаются в биологические семьи, направляются под опеку, на усыновление. 
По состоянию на начало 2006 года Российская Федерация имела 250 домов ребёнка с 15 тысячами воспитанников.